# Vaccino anti-difterite
Il vaccino anti-difterite e il tossoide difterico vengono preparati dalla tossina difterica prodotta da colture di Corynebacterium diphtheriae. La tossina viene convertita a tossoide difterico (o anatossina difterica) per trattamento con formaldeide. Ciascuna dose di vaccino deve contenere non meno di 24 Lf (unità flocculanti).
Il vaccino della difterite adsorbito (BP e FUI) è preparato dall'anatossina difterica (contenente non meno di 1500 Lf/mg di azoto proteico) adsorbita su supporto minerale, ad esempio idrossido di alluminio, fosfato di alluminio idrato o fosfato di calcio in una soluzione salina o altra soluzione isotonica col sangue. Il vaccino deve contenere non meno di 30 U.I./dose. Il vaccino della difterite adsorbito per adulti e adolescenti non deve contenere meno di 4 o 2 U.I. per dose, a seconda delle fonti.
Esistono in commercio preparazioni di vaccino antidifterico associato a vaccino antitetanico (vaccino divalente) e preparazioni che contengono anche il vaccino anti-pertosse (vaccino trivalente).
Il vaccino trivalente adsorbito della difterite, del tetano e della pertosse è costituito dal tossoide difterico trattato con formaldeide (contenente non meno di 1500 Lf/mg di azoto proteico), dal tossoide tetanico trattato con formaldeide (contenente non meno di 1000 Lf/mg di azoto proteico), da una sospensione di ceppi inattivati di Bordetella pertussis e da un supporto minerale quale idrossido di alluminio, fosfato  di alluminio idrato o fosfato di calcio, in soluzione fisiologica o in altra soluzione isotonica con il sangue. 
Le proprietà antigeniche (sia per quanto riguarda il vaccino della difterite da solo che in combinazione con altri) possono essere alterate da alcuni conservanti antimicrobici, specialmente da quelli di tipo fenolico e da alcuni di tipo ammonico-quaternario.
Le formulazioni di- e trivalente devono contenere non meno di 30 U.I. di tossoide difterico e non meno di 40 U.I. di tossoide tetanico, mentre la componente pertossica non dev'essere inferiore a 4 U.I.

## Attività

### Vaccino adsorbito della difterite
L'attività viene determinata confrontando la dose di vaccino in grado di proteggere le cavie da una dose eritrogenica di tossina difterica somministrata per via intradermica, oppure da una dose letale di tossina difterica somministrata per s.c., con la dose di riferimento espressa in U.I. che assicura la medesima protezione. L'attività deve essere di almeno 30 U.I. per dose umana singola. 

### Vaccino adsorbito della difterite per adulti e adolescenti
L'attività deve essere di almeno 2 U.I. per dose umana singola. 

### Vaccino adsorbito della difterite e del tetano
L'attività misurata non deve essere inferiore a 30 U.I. per dose umana singola per la componente difterica e a 40 U.I. per dose umana singola per la componente tetanica. 

### Vaccino adsorbito della difterite e del tetano per adulti e adolescenti
L'attività misurata non deve essere inferiore a 2 U.I. per dose umana singola per la componente difterica e a 20 U.I. per dose umana singola per la componente tetanica

### Vaccino adsorbito della difterite, del tetano e della pertosse
L'attività misurata non deve essere inferiore a 30 U.I. per dose umana singola per la componente difterica, a 40 U.I. per dose umana singola per la componente tetanica (se la prova è eseguita su topi e non su cavie il limite fiduciale inferiore dell'attività misurata non deve essere inferiore a 60 U.I. per dose umana singola), a 4 U.I. per dose umana singola per la componente pertossica (il limite fiduciale inferiore dell'attività misurata non deve essere inferiore a 2 U.I. per dose umana singola)

## Proprietà farmacologiche, indicazioni e posologia
I vaccini della difterite vengono impiegati per indurre immunità attiva contro la difterite. Il vaccino non adsorbito ha proprietà immunologiche deboli, mentre la preparazione adsorbita mostra effetti potenziati.
L'immunizzazione attiva mediante il vaccino della difterite dovrebbe essere preferibilmente iniziata quando il neonato ha due mesi d'età. Nell'immunizzazione primaria sono generalmente impiegati vaccini combinati della difterite e del tetano, con o senza quello della pertosse; contemporaneamente viene di norma effettuata l'immunizzazione contro la poliomielite utilizzando un vaccino vivo da somministrare per os.
Se non si vuole immunizzare né contro la pertosse né contro il tetano si somministra un vaccino monocomponente contro la difterite, che viene somministrato per via sottocutanea o per i.m. alla dose usuale di 0,5 ml (non meno di 30 U.I.). Tali dosi vengono somministrate quando il neonato ha due, tre e quattro mesi d'età. Una dose di rinforzo dovrebbe essere somministrata quando il bambino è in età scolare.
Se è necessario assicurare un'immunizzazione primaria in bambini con età superiore a dieci anni o in adulti, si dovrebbe utilizzare uno speciale vaccino diluito e adsorbito specifico per adulti e adolescenti. In Gran Bretagna si consiglia la somministrazione di tre dosi, ciascuna da 0,5 ml (1,5 Lf), da iniettare per via s.c. o per i.m. ad intervalli di un mese. Questo vaccino diluito può essere anche impiegato in dose singola da 0,5 ml per assicurare un potenziamento dell'immunità in pazienti con età superiore a dieci anni venuti a contatto con il batterio responsabile della patologia. L'impiego del vaccino diluito non richiede che venga preventivamente effettuato il test di Schick. Se non è possibile impiegare questo vaccino si dovrebbe effettuare il test di Schick per prevedere le reazioni del paziente ad un vaccino non diluito. Si è ricorsi alla somministrazione concomitante di tossoidi della difterite insieme ad altri vaccini (es. vaccino dell'Haemophilus influenzae) per aumentare l'immunogenicità di questi ultimi.
Il vaccino adsorbito divalente della difterite e del tetano viene somministrato per l'immunizzazione primaria contro difterite e tetano, in dosi usuali di 0,5 ml (non meno di 30 U.I. di anatossina difterica e non meno di 40 U.I. di anatossina tetanica) per via s.c. o i.m. Le dosi vengono somministrate al secondo, al terzo e al quarto mese d'età. Una dose di rinforzo dovrebbe essere somministrata a tutti i bambini in età scolare. 
Il vaccino non adsorbito della difterite e del tetano dovrebbe essere usato solo come dose di rinforzo; nei bambini con età inferiore a 10 anni le dosi suggerite sono di 0,5 ml (non meno di 25 Lf di anatossina difterica e non meno di 3,5 Lf di anatossina tetanica).
I vaccini divalenti della difterite e del tetano sono stati somministrati per via intradermica in dosi inferiori a quelle viste sopra, ma questa via di somministrazione non è generalmente consigliata.
Il vaccino trivalente della difterite, del tetano e della pertosse, utilizzato per l'immunizzazione primaria contro difterite, tetano e pertosse, può essere somministrato sia come preparazione non adsorbita che come preparazione adsorbita, anche se generalmente viene preferita quest'ultima.
Il vaccino trivalente adsorbito viene somministrato per via sottocutanea o per via intramuscolare alle dosi usuali di 0,5 ml (contenenti non meno di 30 U.I. di anatossina purificata difterica, non meno di 60 U.I. di anatossina purificata tetanica (determinazione sul topo) e non più di 20.000 milioni di Bordetella pertussis con un'attività non inferiore a 4 U.I.); le dosi vengono somministrate quando il neonato ha due, tre e quattro mesi d'età. La preparazione non adsorbita del vaccino trivalente può essere somministrata alle stesse dosi e secondo lo stesso schema posologico della preparazione adsorbita, ma la potenza del vaccino viene espressa in maniera diversa: 0,5 ml del vaccino contengono 25 Lf di anatossina purificata difterica, 3,5 Lf di anatossina tetanica purificata e non più di 20.000 milioni di B. pertussis con un'attività non inferiore a 4 U.I.
Negli USA i vaccini della difterite, del tetano e della pertosse sono disponibili come antigeni singoli o come varie combinazioni e sono tutte preparazioni adsorbite ad eccezione del vaccino monocomponente del tetano; la componente pertossica può essere sia del tipo a cellula intera che acellulare. Si dovrebbero utilizzare di preferenza le preparazioni antigeniche multiple, a meno che non esista una controindicazione nei confronti di uno o più antigeni presenti nella preparazione. La via di somministrazione per tutte le preparazioni adsorbite è quella i.m. L'immunizzazione primaria di routine nei confronti di difterite, tetano e pertosse nei bambini con età inferiore a 1 anno consiste nella somministrazione di 4 dosi di vaccino trivalente. La prima dose viene somministrata a sei settimane di età o poco più tardi; la seconda e la terza ad intervalli di 4-8 settimane. Queste prime tre dosi si effettuano con un vaccino che ha una componente pertossica a cellula intera. La quarta dose viene somministrata 6-12 mesi dopo la terza. I bambini che hanno ricevuto tutte e quattro le dosi del ciclo di immunizzazione primaria prima del loro quarto compleanno dovrebbero ricevere una singola dose di richiamo subito prima dell'inizio della scuola. La quarta dose e quella di richiamo possono essere costituite da vaccini con componente pertossica sia di tipo a cellula intera che acellulare. Nel caso che il bambino abbia più di un anno si somministrano solo tre dosi, le prime due a intervalli di 4-8 settimane l'una dall'altra e la terza da somministrare a distanza di 6-12 mesi dalla seconda. L'immunizzazione di routine contro la pertosse non dovrebbe essere effettuata nei bambini con più di 7 anni d'età e in quelle persone per cui esiste una controindicazione alla vaccinazione (si ricorre in tal caso a un vaccino divalente). 

## Effetti collaterali
Il vaccino della difterite dà abbastanza raramente fenomeni tossici. Si possono manifestare reazioni locali, generalmente non gravi. La frequenza di queste reazioni è minore nei bambini al di sotto dei due anni d'età piuttosto che in quelli di età superiore. Nei bambini con età superiore a dieci anni e negli adulti si devono somministrare vaccini con un contenuto ridotto di anatossina difterica, preferibilmente le preparazioni specifiche destinate agli adulti e agli adolescenti.